# Army Ranger Wing

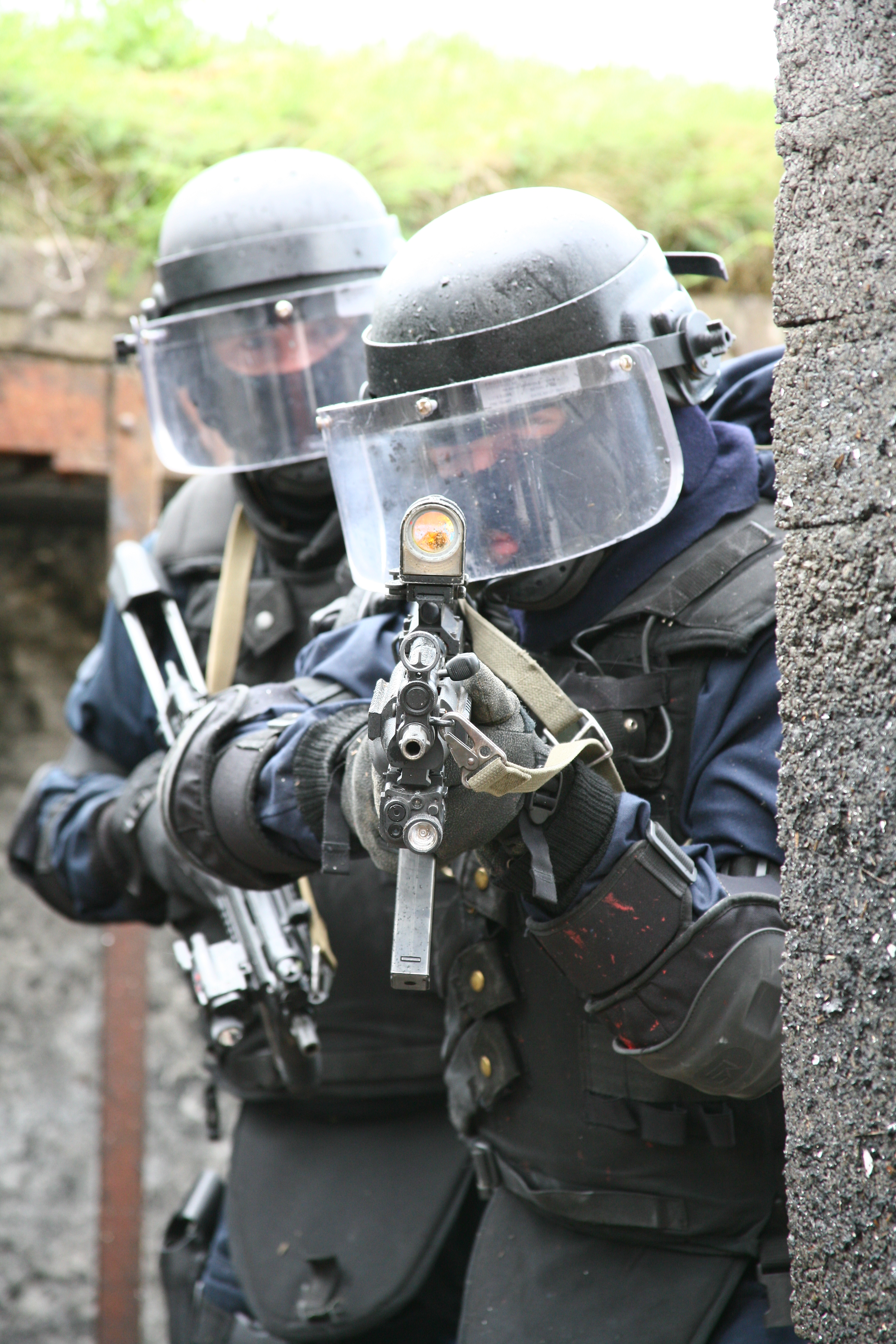
Soldaten der ARW bei einer Übung

Der Army Ranger Wing (Irisch: Sciathán Fianóglach an Airm), oder kurz ARW, ist die Spezialeinheit der irischen Streitkräfte. Sie wurden am 16. März 1980 aufgestellt.

## Geschichte
Zwischen 1960 und 1970 besuchten mehrere Angehörige der irischen Streitkräfte die Kurse der US Army Rangers in Fort Benning, Georgia, die nach ihrer Rückkehr für die Organisation ähnlicher Kurse eingesetzt wurden. Die ersten Schüler dieser Kurse wurden aus allen Einheiten und Streitkräften Irlands ausgewählt.
Die Schaffung des Army Ranger Wings ging einher mit der internationalen Zunahme des Terrorismus und der Entführung von Schiffen wie auch Flugzeugen. Die irische Regierung erkannte, wie viele andere auch, dass sie diese Zunahme nur mit der Hilfe neuer militärischer und polizeilicher Taktiken stoppen konnte und formte eine militärische Spezialeinheit nach internationalen Standards.
Der Army Ranger Wing wurde im März 1980 formell per Regierungsbefehl aufgestellt.
Im Januar 2019 wurde bekannt, dass die ARW ein 12 Mann Team nach Mali schickt, um MINUSMA zu unterstützen. Es ist dabei der erste Auslandseinsatz der Einheit.
Frühere Elitesoldaten der Einheit bilden laut Medienberichten Kämpfer des libyschen Milizenführers General Chalifa Haftar aus. Das kritisiert die Regierung in Dublin scharf und hat polizeiliche Ermittlungen gegen das betreffende Unternehmen angeregt. Nach Berichten der Zeitung „Irish Times“ hat ein Unternehmen namens „Irish Training Solutions“, das von früheren Angehörigen der irischen Einheit „Army Ranger Wing“ gegründet wurde, inzwischen 16 militärische Ausbilder unter Vertrag. Die Vereinbarung habe ein Volumen von zehn Millionen Euro und laufe bis 2024.

### Motto
„Glaine ár gcroí / Neart ár ngéag / Agus beart de réir ár mbriathar“ lautet das Motto des Army Ranger Wings, das aus einem alten Gedicht der Fianna stammt. Übersetzt bedeutet es in etwa „Die Reinheit unserer Herzen / Die Stärke unserer Glieder / Und unsere Verpflichtung zu unserem Versprechen“.

## Auftrag
Der Auftrag des Army Ranger Wings besteht aus militärischen und zivilen Aufgaben.
Militärische Aufgaben sind unter anderem militärische Operationen im feindlichen Hinterland wie Aufklärung oder die Gefangennahme und/oder der Schutz von feindlichen Schlüsselpersonen. Zivile Aufgaben sind unter anderem Anti-Terror-Operationen, Geiselbefreiungen und VIP-Schutz. Des Weiteren haben die Army Rangers die Aufgabe, die Sicherheitsstandards im irischen Militär selbst zu prüfen.

## Auswahl und Ausbildung
Zum Auswahltest zugelassen sind nur physisch gesunde, aktiv dienende Mitglieder der irischen Streitkräfte jeden Ranges und aus jeder Teilstreitkraft. Die angehenden Rekruten sehen sich drei Wochen lang härtestem psychischen und physischen Druck ausgesetzt.
Nach diesem Auswahlverfahren folgt – sollte der betreffende Rekrut angenommen worden sein – ein sechsmonatiger Kurs über die Basisfähigkeiten eines Army Rangers, wie zum Beispiel Überlebenstraining und Geiselbefreiungstaktiken in Häusern, Bussen, Flugzeugen und auf Schiffen. Danach folgt eine Weiterbildung des Rangers, der unter anderem im Scharfschießen, Kampfschwimmen, medizinischer Versorgung und Ähnlichem ausgebildet wird.

## Ausrüstung
Die Army Rangers sind unter anderem mit der SIG Sauer P226 und SIG Sauer P228 und der Heckler & Koch MP5, in den Versionen MP5A3, MP5SD6, MP5F und MP5K bewaffnet. Von Heckler und Koch werden weiter auch die HK33, HK53, HK 416 und HK 417 eingesetzt werden. Letzteres als Designated Marksman Rifle. Auch das Ordonanzgewehr, das Steyr AUG mit den Versionen A1 und A3, der irischen Streitkräften wird eingesetzt. Die AUG kann auch mit dem M203 Granatwerfer ausgerüstet werden. Die FN P90. Als Schrotflinten kommen die Benelli M3T, Benelli M4, Franchi SPAS-12 und die Remington 870 zum Einsatz. Schließlich sind auch Scharfschützengewehre wie das Accuracy International L115 (britische Bezeichnung für AWSM (Arctic Warfare Super Magnum)), L96A1 und das AW50 im Arsenal. Das SSG 69 wurde in der Vergangenheit von der ARW genutzt allerdings ist nicht klar, ob es ausgemustert wurde. Des Weiteren verfügen sie über weitere Ausrüstung wie Jeeps und leichte Mörser.